# Szawdziuki
Szawdziuki (biał. Шаўдзюкі, Szaudziuki; ros. Шавдюки, Szawdiuki) – wieś na Białorusi, w obwodzie grodzieńskim, w rejonie lidzkim, w sielsowiecie Krupa.
Współcześnie w skład miejscowości wchodzą także dawna okolica szlachecka Rekście Małe (biał. Малыя Рэксці, Małyja Reksci; ros. Малые Рексти, Małyje Reksti) i folwark Rekście I.

## Historia
W XIX i w początkach XX w. położone były w Rosji, w guberni wileńskiej, w powiecie lidzkim, w gminie Żyrmuny.
W dwudziestoleciu międzywojennym leżały w Polsce, w województwie nowogródzkim, w powiecie lidzkim, w gminie Żyrmuny. Demografia w 1921 przedstawiała się następująco:
- wieś Szawdziuki – 66 mieszkańców, zamieszkałych w 12 budynkach
- okolica Rekście Małe – 57 mieszkańców, zamieszkałych w 9 budynkach
- folwark Rekście I – 19 mieszkańców, zamieszkałych w 2 budynkach

Mieszkańcami wszystkich trzech miejscowości byli wyłącznie Polacy wyznania rzymskokatolickiego.
Po II wojnie światowej w granicach Związku Sowieckiego. Od 1991 w niepodległej Białorusi.